# PB Factoring
Die PB Factoring GmbH ist eine 100-prozentige Tochtergesellschaft der Deutschen Bank und ergänzt als Factoring-Anbieter das Finanzierungsangebot der Deutsche Bank im Firmenkundengeschäft. Sie hat ihren Sitz in Bonn und arbeitet u. a. mit den Kreditversicherern Atradius, Coface und Allianz Trade zusammen.

## Geschichte
Die PB Factoring GmbH wurde im Jahr 2001 als Gesellschaft des Konzerns Deutsche Post DHL gegründet und hat sich seitdem zu einem der führenden Anbieter im deutschen Factoringmarkt entwickelt. 2020 hat die Gesellschaft mehr als 41 Milliarden Euro an Forderungen angekauft. Die PB Factoring GmbH ist Mitglied des Deutschen Factoring-Verbandes sowie des Secured Finance Networks (SFNet). Seit November 2010 gehört sie wie die Postbank zur Deutsche Bank.